# Наводнение в Тбилиси
Наводнение в Тбилиси в 2015 году (груз. თბილისის წყალდიდობა (2015)) — стихийное бедствие, вызванное обильными дождями в столице Грузии в ночь c 13 на 14 июня и выходом из берегов реки Вере.

## Масштаб бедствия
В результате наводнения затоплены жилые дома и здания, повреждены дороги, инфраструктура, из зоопарка сбежали десятки хищных зверей, в том числе шесть львов, шесть тигров, семь медведей и 13 волков. Самой сложной была ситуация в районе трассы Ваке — Сабуртало, где были затоплены частные жилые постройки.
Эпицентром паводка стала прилегающая к Тбилисскому зоопарку территория в ущелье реки Вере, которая вышла из берегов из-за проливных дождей. С затопленной территории зоопарка сбежали животные. Африканский пингвин доплыл до границы с Азербайджаном и был найден у Красного моста, что в 60 километрах от зоопарка. Потоками воды уничтожена вся инфраструктура на территории зоопарка. Спецназом были проведены действия для нейтрализации хищников, которые в народе получили название «грузинское сафари». Были убиты волки, два льва, один тигр и другие животные. Директор зоопарка Тбилиси назвал применение силы отрядами Спецназа неоправданно жестокими. Из зоопарка также сбежали медведи и бегемот, около половины обитателей зоопарка погибли. Это стало поводом для бурного обсуждения в интернете темы запрещения зоопарков и неоправданной жестокости служителей закона. Также широко обсуждался героизм сотрудников зоопарка, Гулико Читадзе и её мужа, пожертвовавших своими жизнями ради спасения зверей. Пострадал и расположенный неподалёку приют для собак, в котором погибло большинство из 450 обитателей.
По состоянию на 19 июня погибло 19 человек, из которых двое — сотрудники зоопарка. Одного человека загрыз насмерть сбежавший из зоопарка белый тигр, пропавшими без вести считаются 3 человека. От стихии пострадали около 450 человек, начат процесс их перевозки в места временного проживания. Ущерб от наводнения предварительно оценивается в 40 миллионов лари (около 18 миллионов долларов).
Премьер-министр Грузии Ираклий Гарибашвили объявил 15 июня днём траура.

## Международная реакция
Директор департамента по Чрезвычайным ситуациям МВД Грузии Звиад Кацашвили сообщил в интервью, что предложения помощи поступили от многих государств, но грузинская сторона располагает всем необходимым и в помощи не нуждается:

На этом этапе для ликвидации последствий наводнения мы располагаем достаточным количеством спецтехники и людей. Увеличением числа спасателей мы не ускорим поиск пропавших трех человек. Наоборот, дополнительные силы лишь будут препятствовать ведению поисковых работ, поэтому пока мы отказываемся от международной помощи спасателей.

## Причины
Согласно одной из версий, трагедии способствовало строительство памятника с 2010 года на площади Героев в русле реки, которую убрали под землю не создав возможности пропуска избытка воды, поверх русла провели автомагистраль.

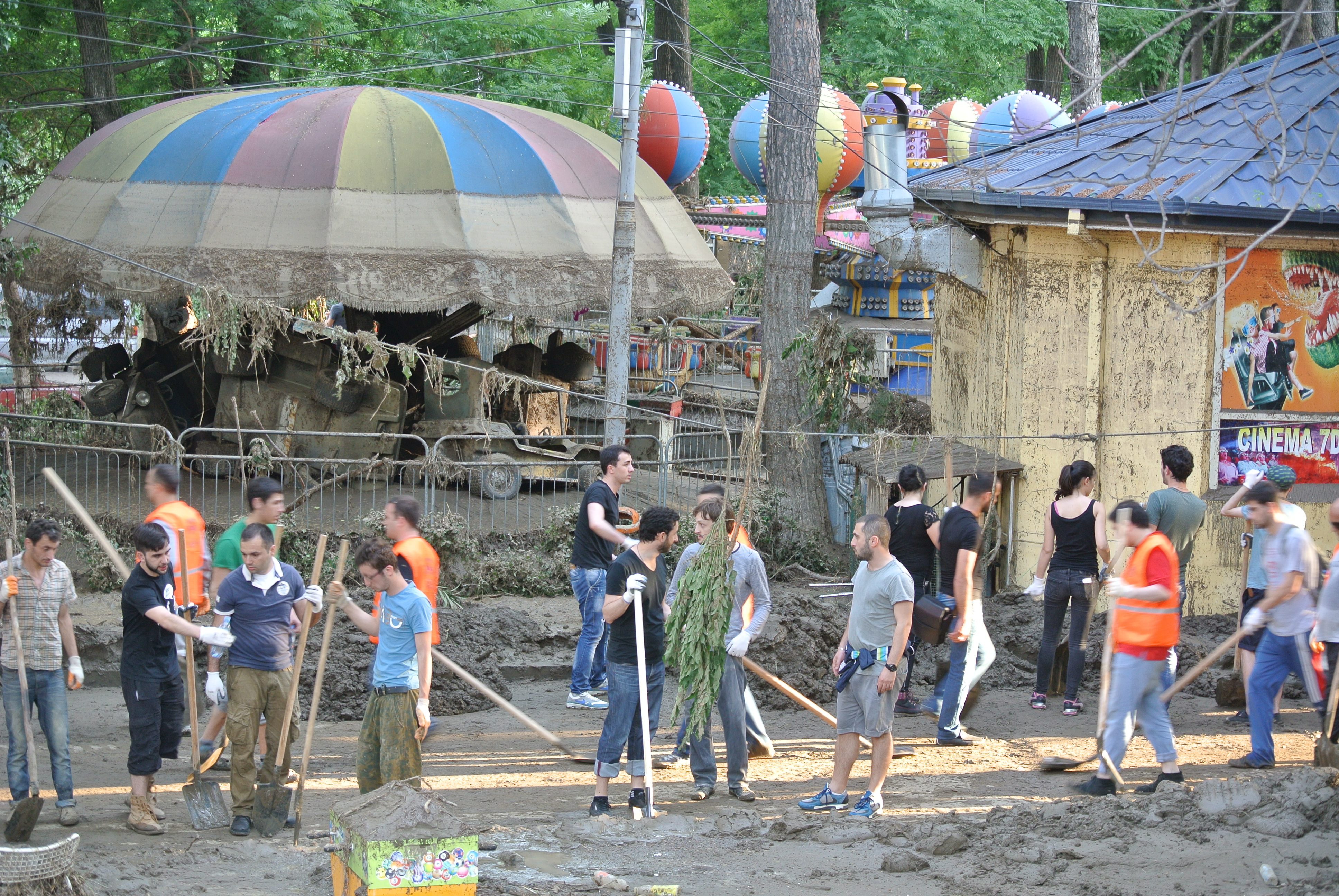
Последствия наводнения, 14 июня 2015 года
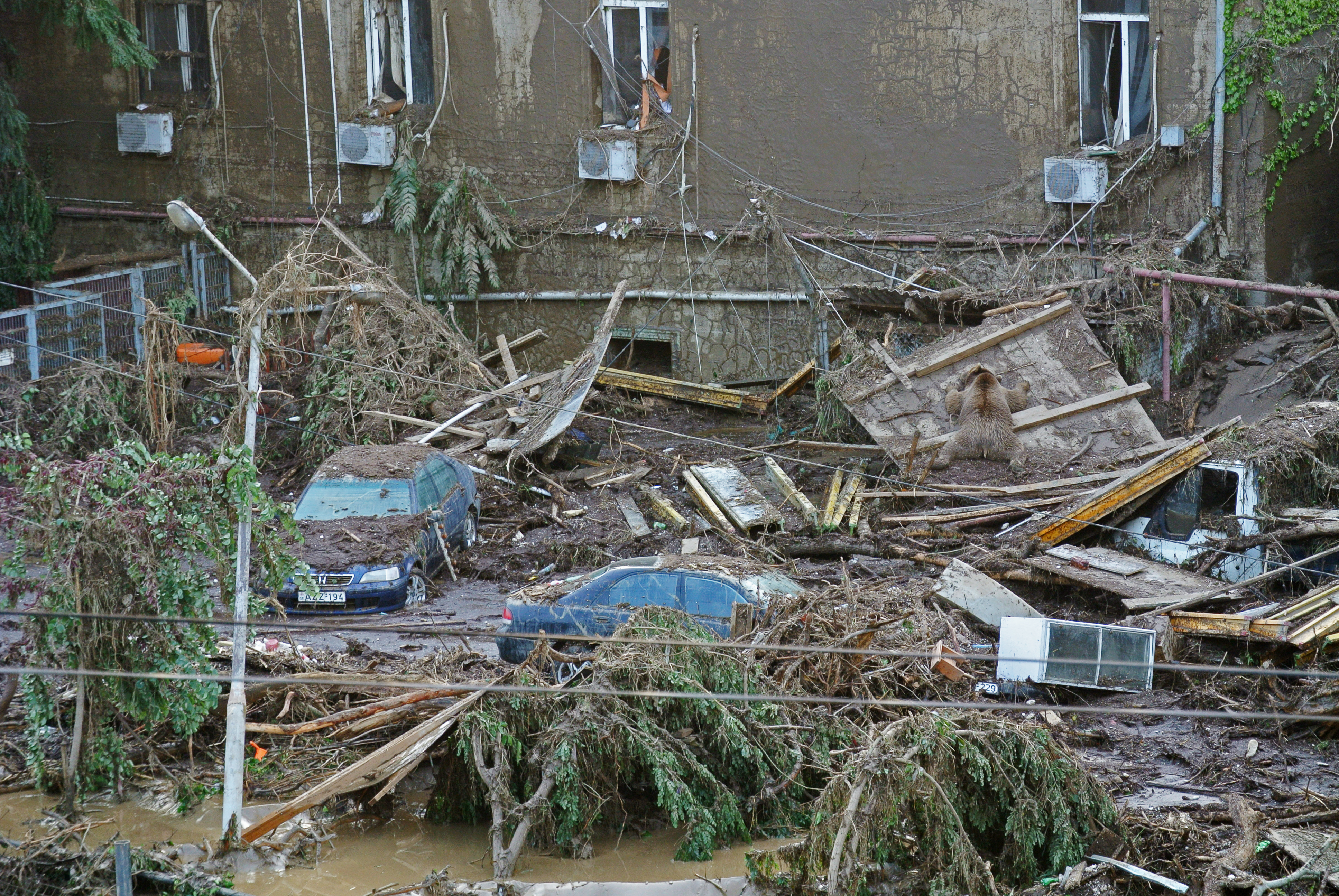
Последствия наводнения, 14 июня 2015 года
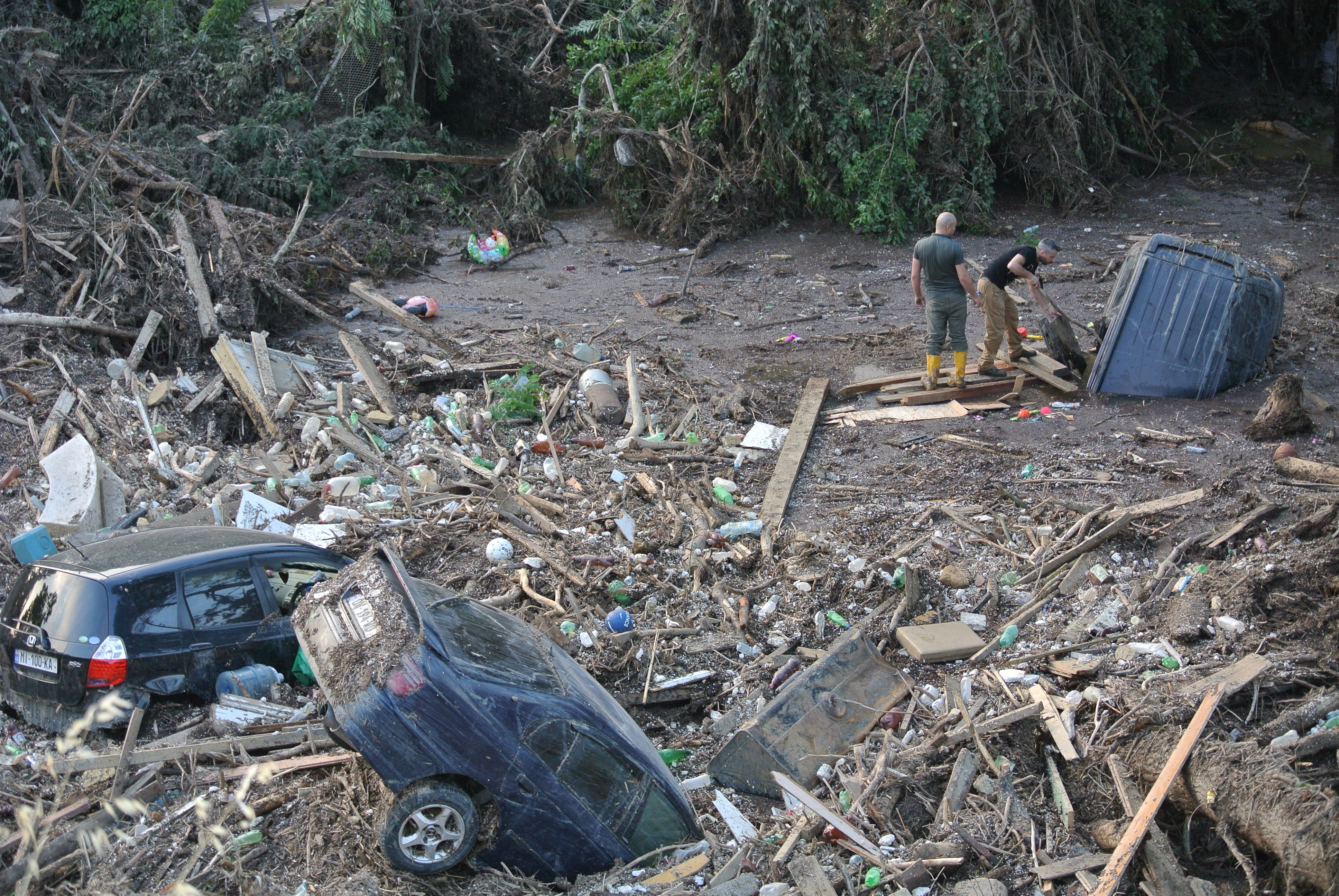
Последствия наводнения, 14 июня 2015 года
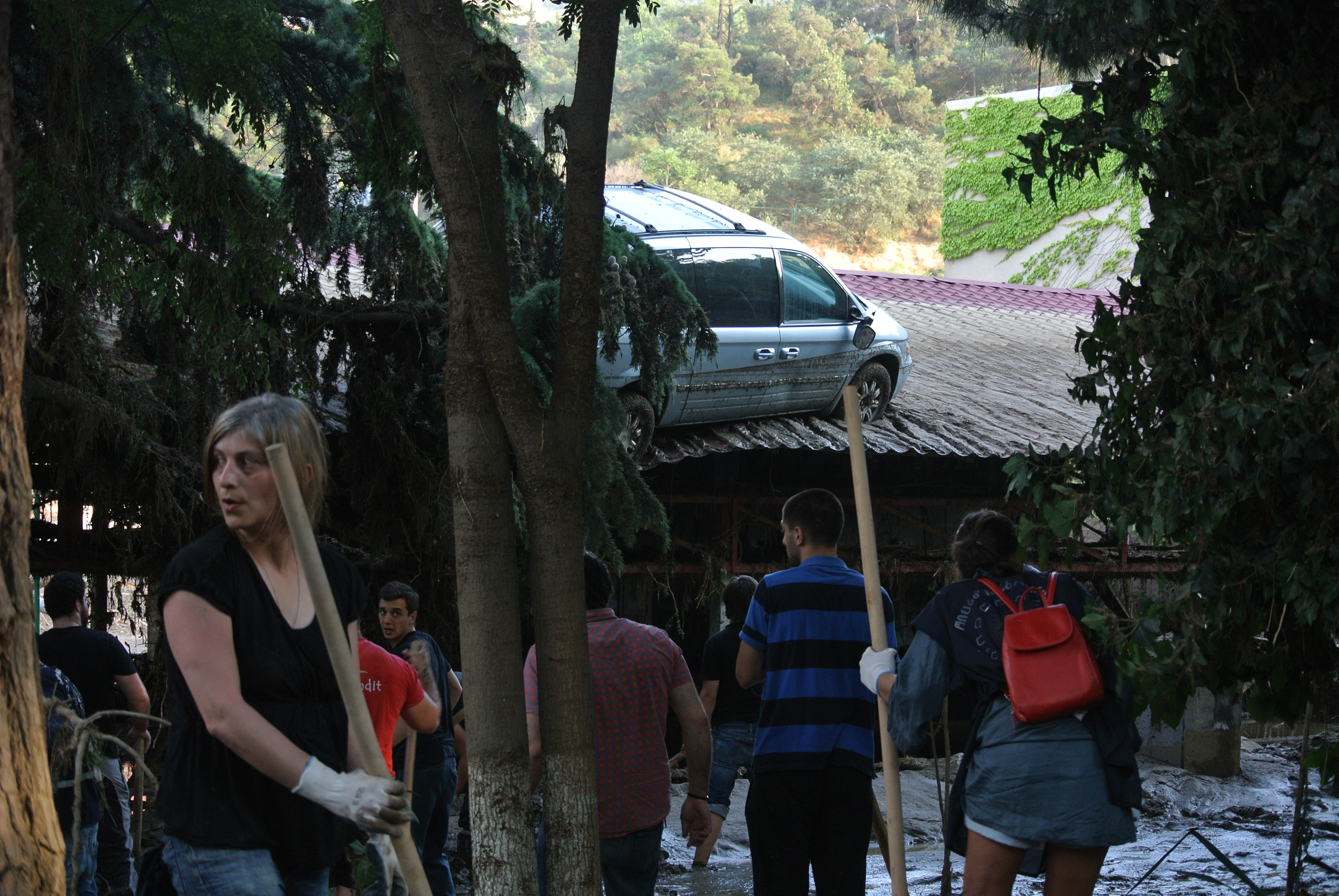
Последствия наводнения, 14 июня 2015 года
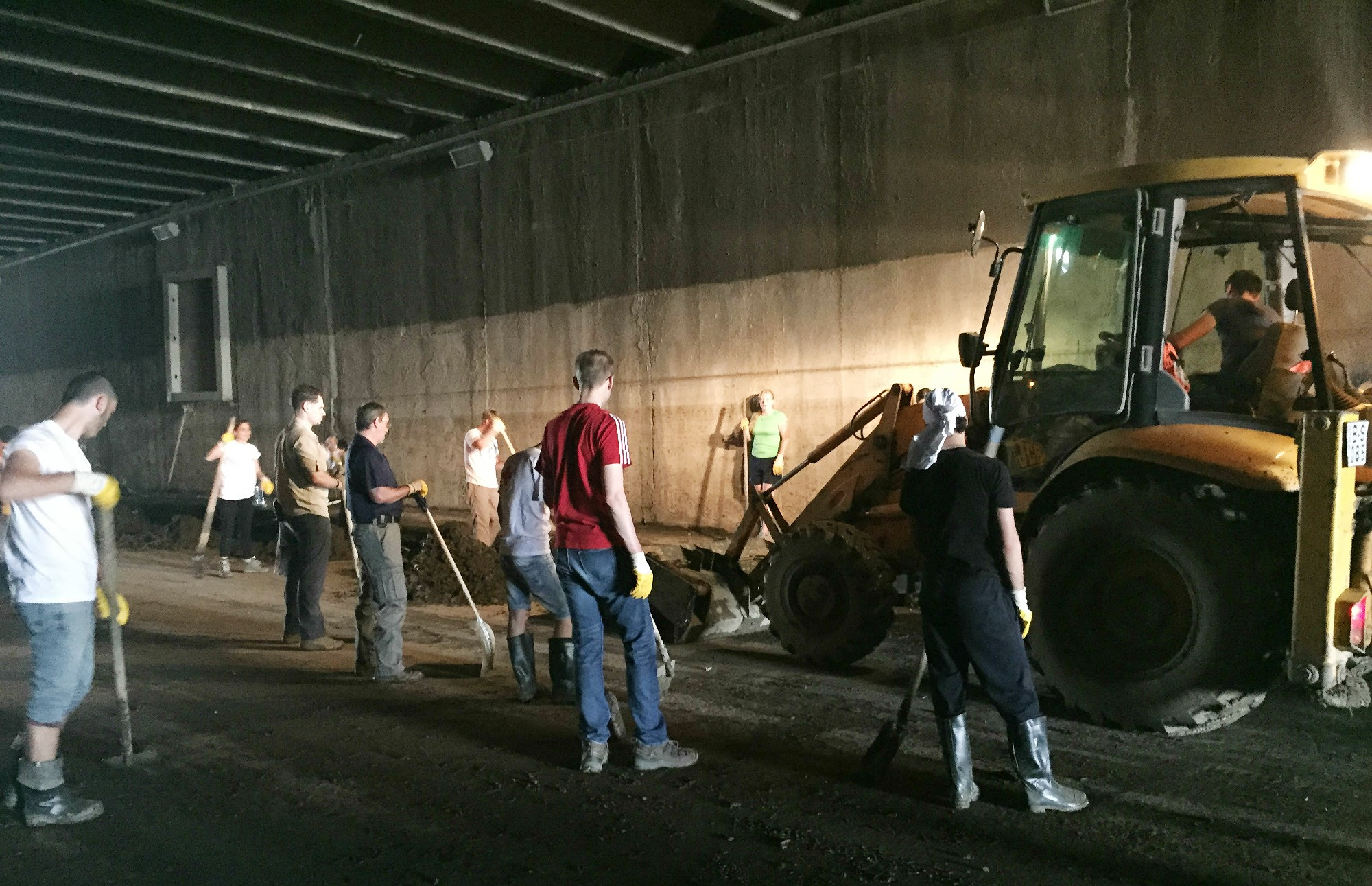
Ликвидация последствий, 16 июня 2015 года